# Hyundai Veracruz

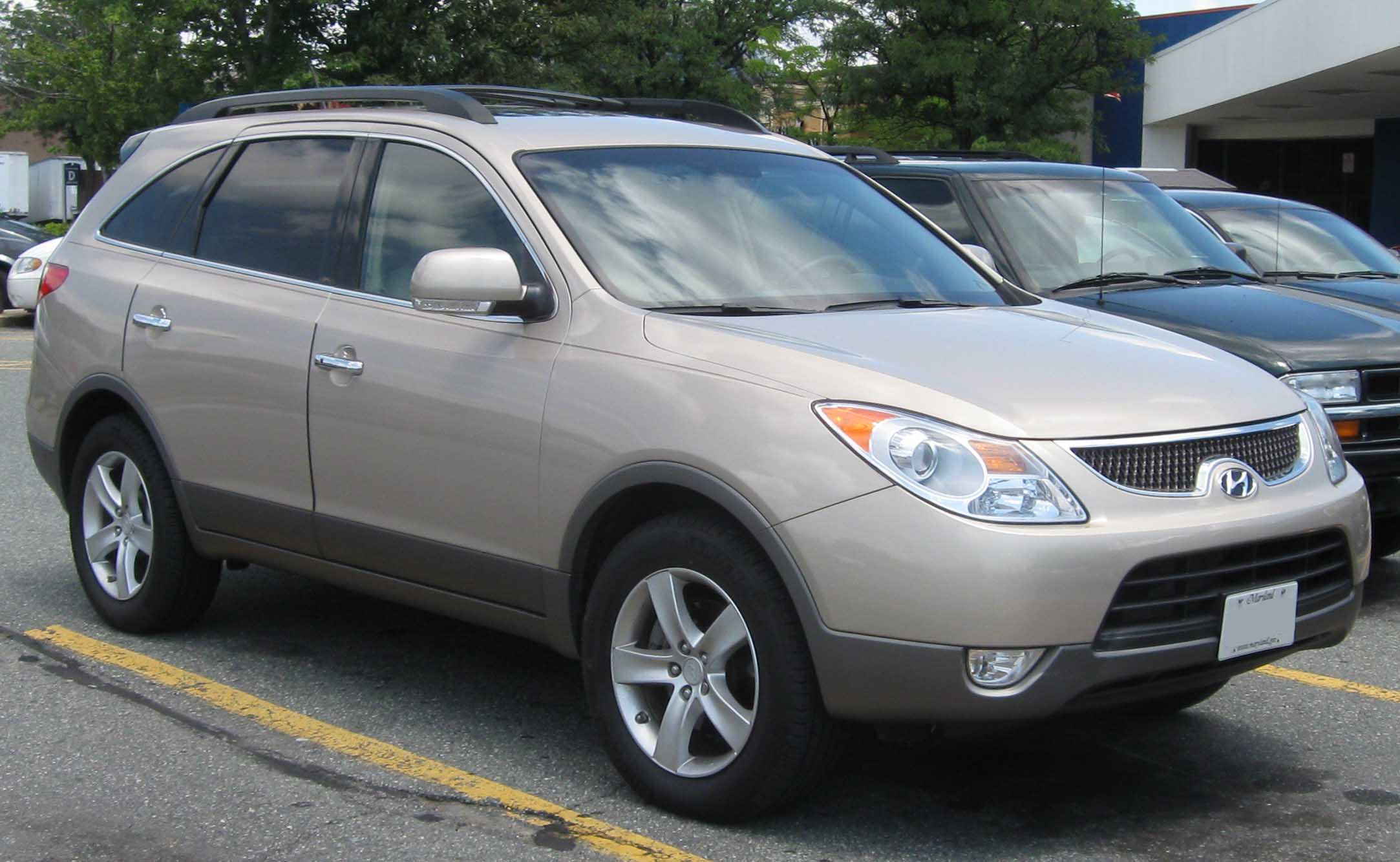
Hyundai Veracruz Limited del 2007-2008

El Hyundai Veracruz (o Hyundai ix55) és un vehicle de tipus mid-size crossover SUV venut per Hyundai Motor Company als mercats dels EUA, Canadà, Corea del Sud, Xina i l'Orient Mitjà. Va presentar-se el 12 d'octubre del 2006 a Corea del Sud; als Estats Units d'Amèrica va arribar com a model 2007, ja que va iniciar la seva comercialització el març de 2007.
El Veracruz es fabrica a Ulsan, Corea del Sud. Rivals d'aquest serien el Toyota Highlander, Honda Pilot, Subaru B9 Tribeca, Nissan Murano i Lexus RX350.

## Introducció
Hyundai l'ha anomenat com a LUV (Luxury Utility Vehicle), i fins a l'arribada del Portico l'any 2009, és el vehicle d'aquestes característiques més gran que ofereix el fabricà coreà (més que el Hyundai Santa Fe). Substitueix al Hyundai Terracam, que va ser venut arreu del món excepte a Nord-amèrica.
El nom de "Veracruz" prové de l'estat mexicà de Veracruz, prenent una mica la temàtica de posar noms de l'oest com "Tucson" (Hyundai Tucson) o "Santa Fe" (Hyundai Santa Fe). D'acord amb Autoweek, el Veracruz és més llarg que l'Honda Pilot i té més volum de càrrega que la Mercedes Benz GL-Class. La potència ve subministrada per un motor 3.8L Lambda V6 que desenvolupa 263 cv; la transmissió és una Aisin automàtica de 6 velocitats.
Es creu que aquest Hyundai, juntament amb el Azera, Santa Fe i Genesis són vehicles que el fabricant coreà ofereix per sondejar la possibilitat de treure una marca de luxe que competiria amb Lexus, Cadillac, Lincoln, Infiniti i Acura.
S'espera que per l'octubre del 2008 s'iniciï la comercialització a Europa del Veracruz sota el nom d'iX55 amb un motor 3.0L V6 turbodiesel CRDi; com a possibles rivals, estarien el Mercedes Classe M, BMW X5 i Range Rover.

## Especificacions

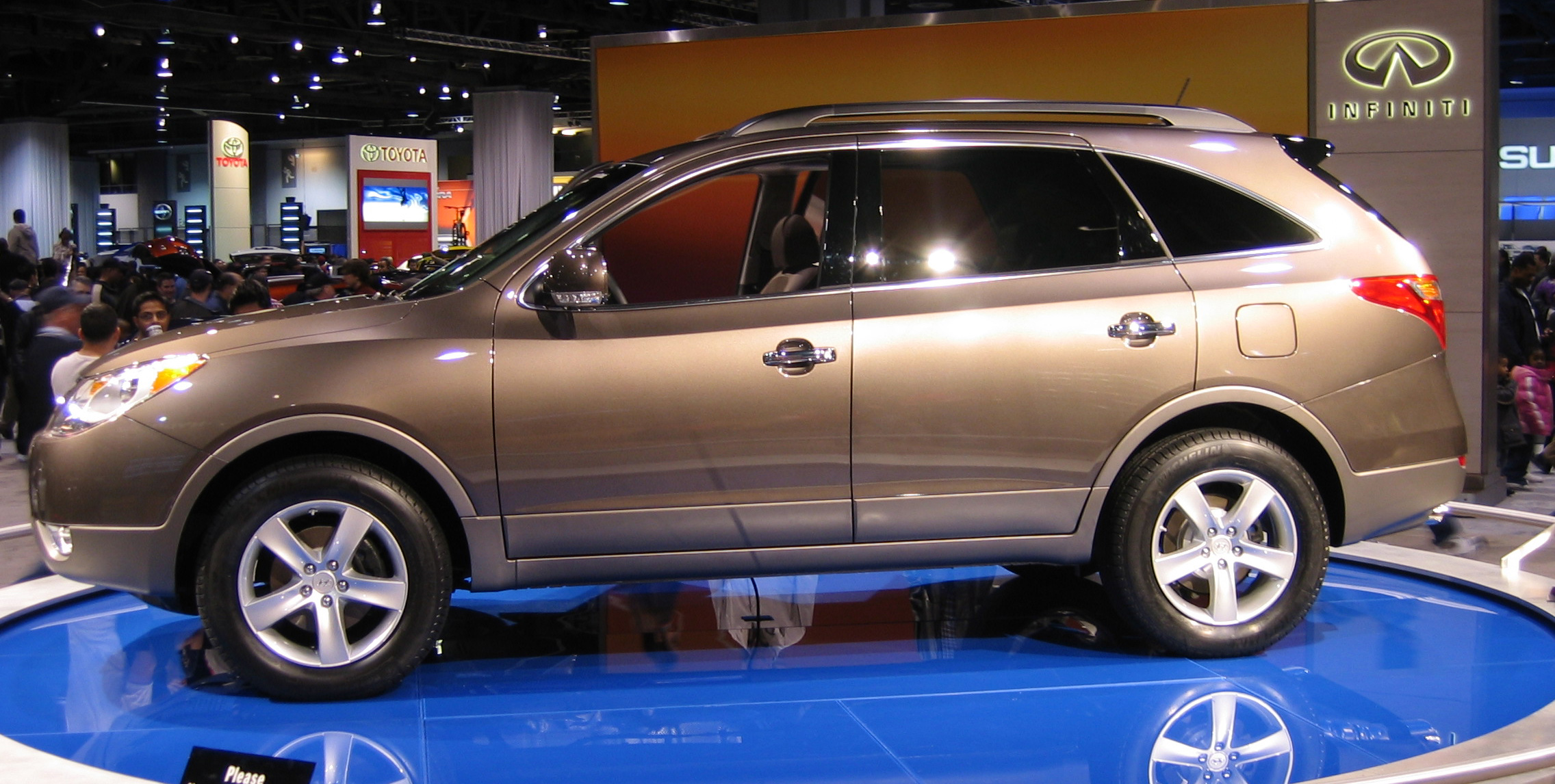
Vista lateral d'un Hyundai Veracruz del 2007

Disponible en tracció davantera o integral, el Veracruz es ven en tres paquets d'equipament als EUA:
- GLS. 7 seients (tercera fila ocultable), ràdio XM, aire condicionat, retrovisors elèctrics i altres detalls.
- SE. Afegeix al GLS, seient elèctric conductor, llums automàtiques, retrovisors plegables elèctricament amb HomeLink, fars antiboira entre d'altres.
- Limited. Afegeix al SE, seients de pell, seient regulable elèctricament del passatger davanter, climatitzador dual i climatitzador manual al darrere, tiradors de porta cromats, seients davanters calefactant, toma de corrent de 115v entre d'altres.

Es deixa en opció el sostre solar, DVD amb pantalla de 8" pels seients de darrere, equip d'àudio amb 10 altaveus i amplificador de 605 watts entre d'altres.
Mides del Veracruz:

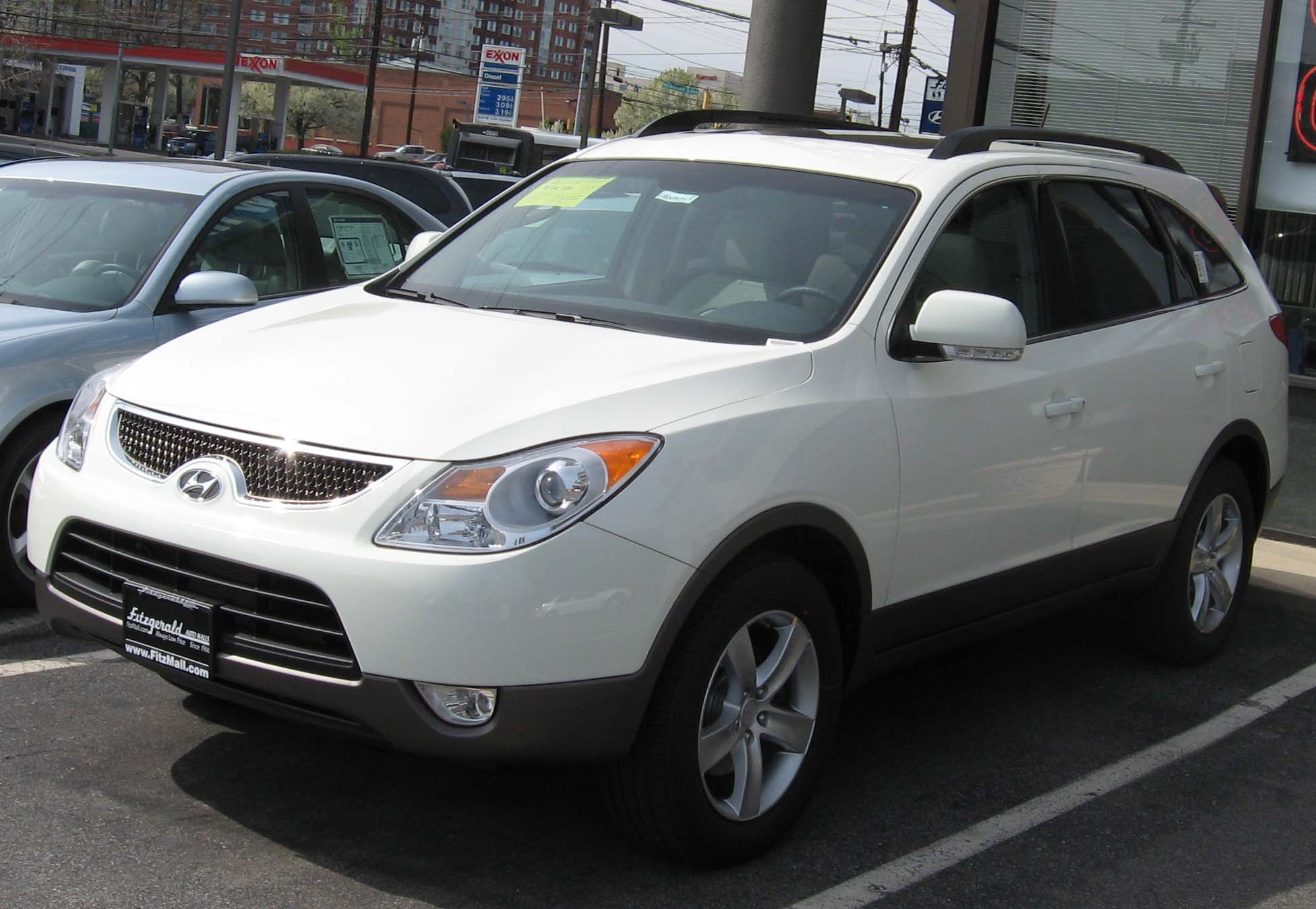
Hyundai Veracruz del 2007

Batalla (Wheelbase): 2,804 m (110.4 in)
Llargada (Length): 4,841 m (190.6 in)
Amplada (Width): 1,971 m (77.6 in)
Alçada (Height): 1,806 m (71.1 in)
Capacitat del dipòsit: 35 l (9.3 galons EUA)

## Seguretat
Per part del Insurance Institute for Highway Security IIHS
- La Hyundai Veracruz GLS 4WD del 2008 va rebre el premi "Top Safety Pick - 2008" per part del IIHS en obtenir la qualificació de "good" en els tests de xoc frontal i lateral.[4]

Per part de la National Highway Traffic Safety Administration NHTSA
- Atorga 5 estrelles a l'Honda Civic sedan del 2006 en xoc frontal conductor i passatager, 5 estrelles en el lateral passatger i conductor i 4 estrelles en índex de rollover.[5]